# Dennis Brown
Dennis Emanuel Brown (Kingston, 1º febbraio 1957 – Kingston, 1º luglio 1999) è stato un cantante giamaicano.
È considerato come uno dei più grandi cantanti reggae insieme a Bob Marley, e fu proprio Marley a dargli il titolo di "The Crown Prince of Reggae".
Da ricordare la collaborazione con Stevie Wonder con cui scoprì Frankie Paul che fu subito influenzato dalla voce di Dennis.
In più ebbe una propria etichetta dedicata a sua moglie Yvonne, la "Tvonne's Special". 
La morte è avvenuta il 1º luglio 1999 dopo un festival tenutosi in Brasile, a fine giugno, svolto assieme alla sua band, i "Lloyd Parks and We the People" e artisti come Gregory Isaacs ed altri pilastri del roots reggae.
Appena arrivato in Giamaica, si ammalò, subendo crisi respiratorie e febbre alta; pare sia morto di polmonite ma non si è mai accertato.
L'ultimo saluto è stato tenuto dalle " Twelve Tribe Of Israel " di cui lui faceva parte.
L'addio si è tenuto il 17 luglio 1999 nello stadio "National Arena" di Kingston, dove si sono riunite migliaia di persone e con la visita di addirittura due leader giamaicani: P.J. Patterson e il suo rivale Edward Seaga.
La cerimonia includeva un tributo musicale della durata di tre ore e mezza nella quale hanno cantato accompagnati dalla band di Brown, vari artisti come Gregory Isaacs, Pam Hal e tanti altri ma la partecipazione che ha suscitato più emozione è stata quella di Mikey Spice che per l'occasione fu rilasciato dal carcere tramite un permesso speciale.
Alla fine della cerimonia è stato seppellito nel luogo dove giacciono eroi nazionali come Marcus Garvey, Paul Bogle e Bustamante.

## Discografia

### Album
- 1970 - No Man Is An Island
- 1971 - If I Follow My Heart
- 1972 - Super Reggae & Soul Hits
- 1973 - Superstar
- 1974 - Deep Down
- 1975 - Just Dennis
- 1976 - Visions
- 1977 - Westbound Train
- 1977 - Wolf & Leopards
- 1979 - Joseph's Coat Of Many Colors
- 1979 - So Long Rastafari
- 1979 - Words of Wisdom
- 1979 - Best of Volume I
- 1980 - Live At Montreux
- 1980 - Spellbound
- 1981 - Money In My Pocket
- 1981 - Best Of Volume II
- 1982 - Love Has Found It's Way
- 1982 - More
- 1982 - Stagecoach Showcase
- 1982 - Yesterday, Today, & Tomorrow
- 1983 - Satisfaction Feeling
- 1983 - The Prophet Rides Again
- 1984 - Dennis Brown & Gregory Isaacs - Judge Not
- 1984 - Love's Got A Hold On Me
- 1985 - Revolution
- 1985 - Slow Down
- 1986 - Dennis Brown & John Holt - Wild Fire
- 1986 - Brown Sugar
- 1986 - History
- 1986 - Hold Tight
- 1987 - Dennis Brown & Janet Kay - So Amazing
- 1988 - Inseparable
- 1989 - Dennis Brown & Gregory Isaacs - No Contest
- 1989 - Death Before Dishonor
- 1989 - Good Vibrations
- 1990 - Over Proof
- 1992 - Unchallenged
- 1992 - Beautiful Morning
- 1992 - Blazing
- 1992 - Friends For Life
- 1993 - If I Didn't Love You
- 1993 - Best Of - Musical Heatwave 1972-75
- 1993 - Cosmic Force
- 1993 - It's The Right Time
- 1994 - Light My Fire
- 1995 - Open The Gate - Greatest Hits Volume II
- 1996 - Milk & Honey
- 1998 - Tracks of Life
- 1999 - Bless Me Jah
- 1999 - The Great Mr Brown
- 2000 - Academy
- 2000 - May Your Food Basket Never Empty
- 2002 - In Dub - Niney & King Tubby
- 2002 - Memorial - Featuring John Holt
- 2002 - The Promised Land 1977-79
- 2003 - The Complete A&M Years
- 2004 - Dennis Brown Conqueror: An Essential Collection
- 2006 - Dennis Brown & King Tubby - Sledgehammer Special
- 2006 - Super Reggae & Soul Hits
- Absolutely the Best of Dennis Brown: The King of Lover's Rock
- Dennis Brown Sings Gregory Isaacs (May Your Food Basket Never Empty)
- Dennis Brown & Freddie McGregor - Reggae Giants
- Go Now
- Prince Jammy Presents Dennis Brown
- Rare Grooves - Reggae Rhythm & Blues Volume II
- Sings Gregory Isaacs
- Presents Prince Jammy Umoja 20th Century